# Claude-Marie-François Dien
Pour les articles homonymes, voir Dien (homonymie).
Claude-Marie-François Dien (1787-1865) est un peintre et un graveur français.

## Biographie
Fils de Madeleine-Joseph Fouquet et du graveur en lettres Louis-François Dien, Claude-Marie-François grandit à Paris. Son parrain est Charles François Delamarche, avocat et géographe. Son oncle est P. Dien, imprimeur en taille-douce, installé rue de la Parcheminerie de la fin du XVIIIe siècle aux années 1820, qui travaillait avec son frère Louis-François. Dien imprimeur produit entre autres des cartes topographiques.
Il est l'élève de la peintre Marie-Thérèse Reboul et du graveur Pierre Audouin. 
En 1809, il reçoit le prix de Rome en gravure, en taille-douce. Il est le plus jeune graveur enrôlé dans le recueil collectif du Livre du Sacre de l'Empereur (à moins qu'il ne s'agisse de son père). La date de son séjour à Rome correspond au dernières années de l'Empire.
Sa première apparition au Salon de Paris date de 1819, il y expose deux portraits gravés. Son adresse mentionnée est au 2 rue de Surène. Il expose ensuite régulièrement jusqu'en 1861, recevant la médaille de 1re classe en 1838 et 1848, puis il est nommé chevalier de la Légion d'honneur en 1853. Il exécuta quelques portraits peints de personnalités.

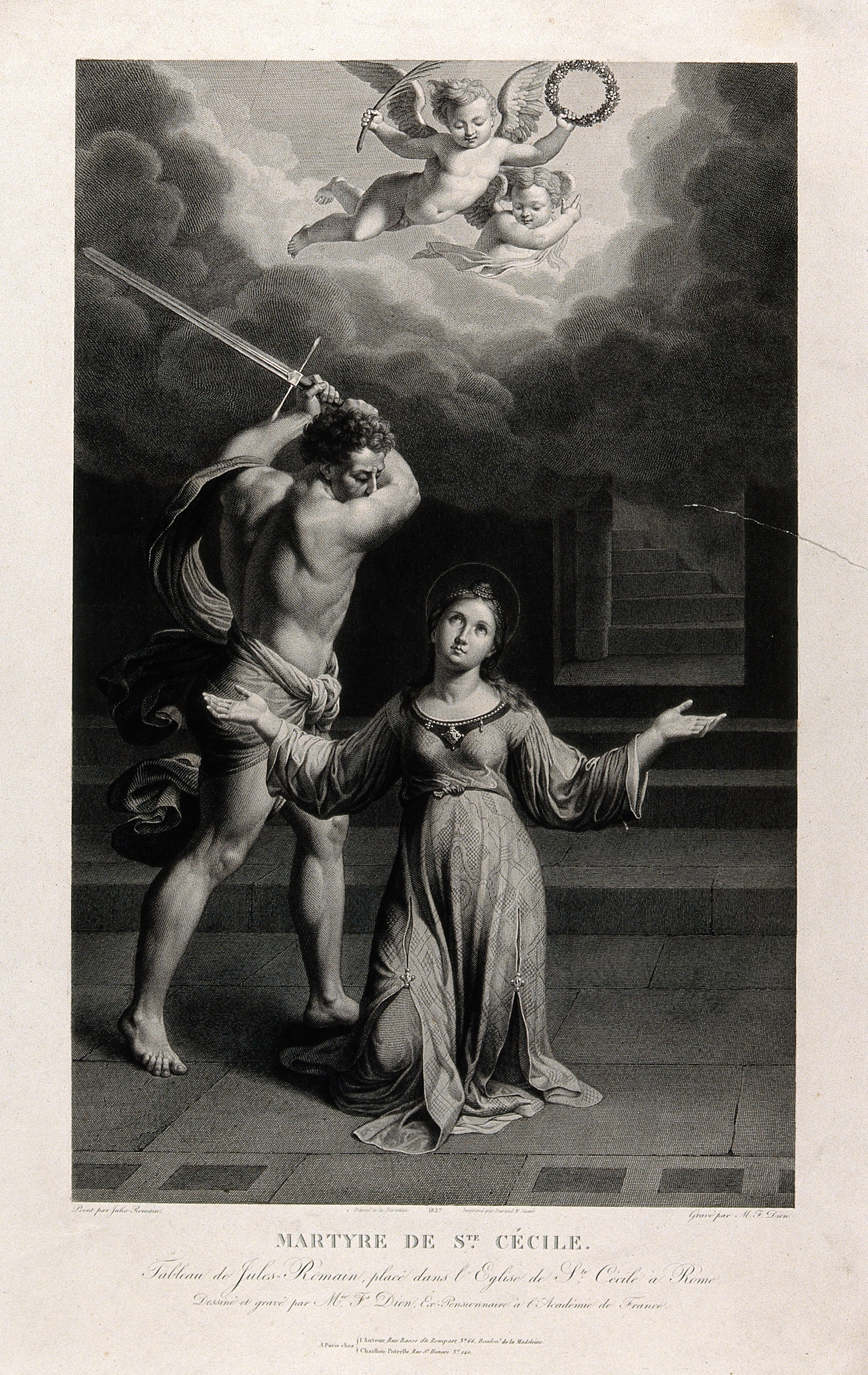
Le Martyre de Sainte Cécile (1827), d'après Giulio Romano — Fonds Wellcome.

Son nom est associé à de nombreuses productions imprimées, il est possible qu'il ait repris à un moment donné l'entreprise de son oncle. Sa plus grande réussite semble être la traduction des crayons composés par Ingres, ainsi que ceux de Luigi Calamatta.
Sa dernière adresse est le 1 rue Taranne.
Henri Beraldi inventorie une centaine de pièces gravées.
Il a un fils, Louis-Jean-Claude Dien, né en 1817, entré aux Beaux-arts de Paris en 1843.